# Jun Arima
Jun Arima (有間 潤 Arima Jun?), född 6 augusti 1992 i Ehime prefektur, är en japansk fotbollsspelare.
Arima började sin karriär 2015 i Sony Sendai FC. 2018 flyttade han till FC Imabari.